# Mănăstirea Runc
Mănăstirea Runc este o mănăstire ortodoxă din România situată în orașul Buhuși, județul Bacău în apropierea culmii dealului Runc. Mănăstirea a fost construită de Ștefan cel Mare în urma bătăliei de la Orbic (14 aprilie 1457). În anul 1959 prin decretul nr. 410/07.11.1959 mănăstirea a fost închisă, terenurile și imobilele ei trecând în patrimoniul statului. În anul 1967 mănăstirea a fost redeschisă. În perioada 1959-1967 paraclisul „Sfinții Împărați Constantin și Elena” a servit drept școală pentru copiii din zonă. 

## Galerie de imagini

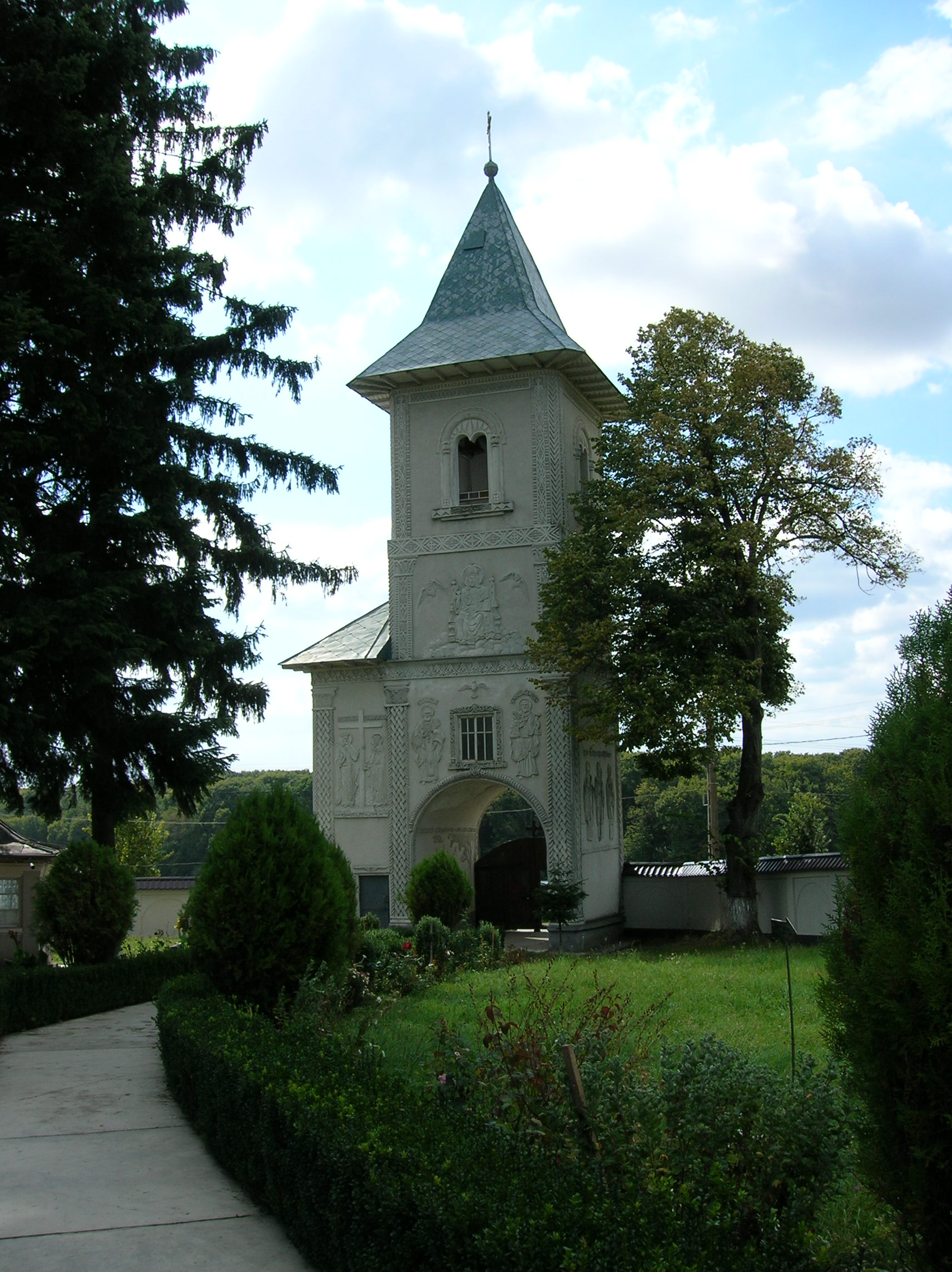
Clopotnița de la intrare
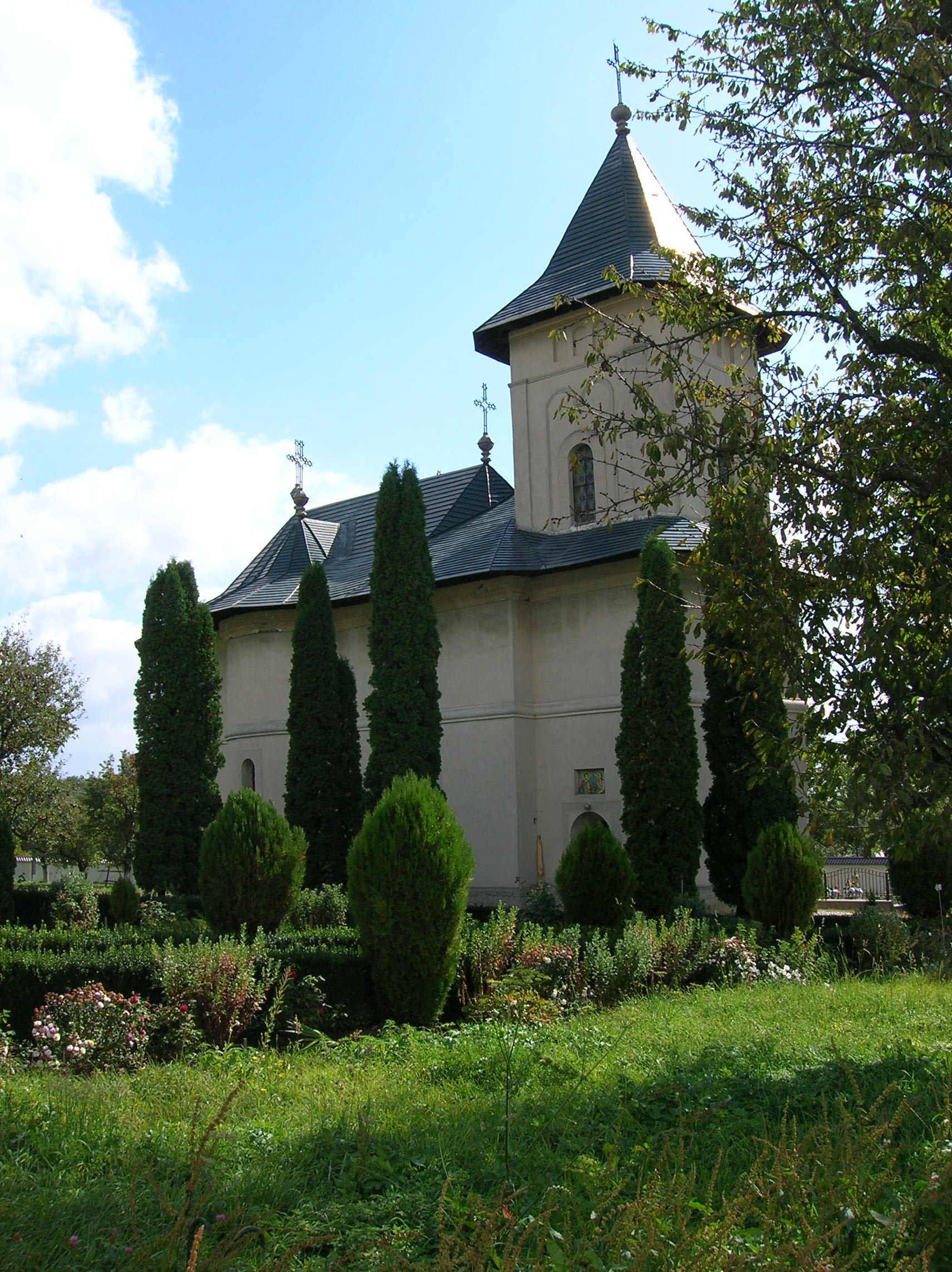
Perspectivă dinspre paraclis
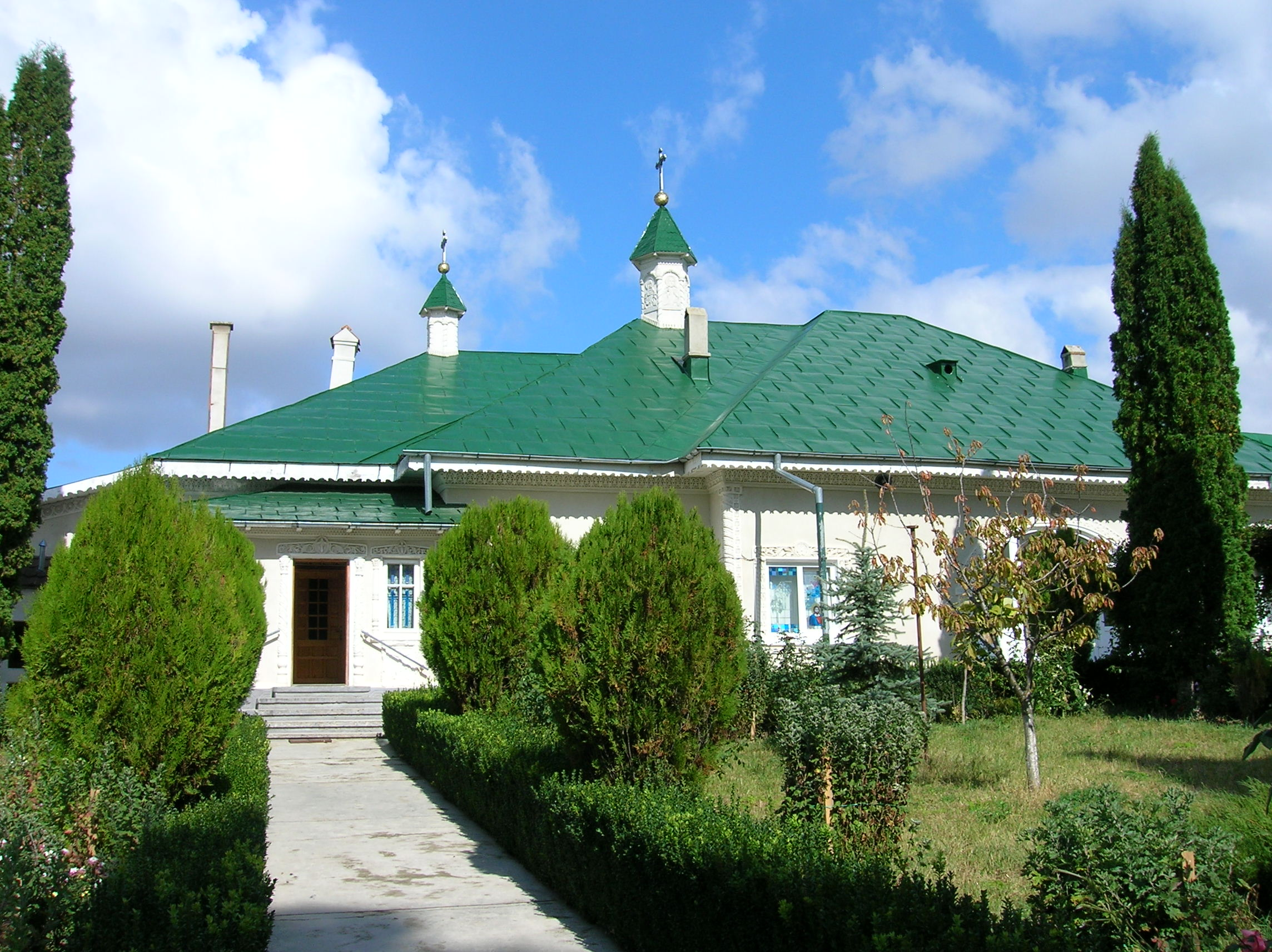
Paraclisul

 Acest articol despre o mănăstire din România este deocamdată un ciot. Puteți ajuta Wikipedia prin completarea lui !